# Leigh Howard

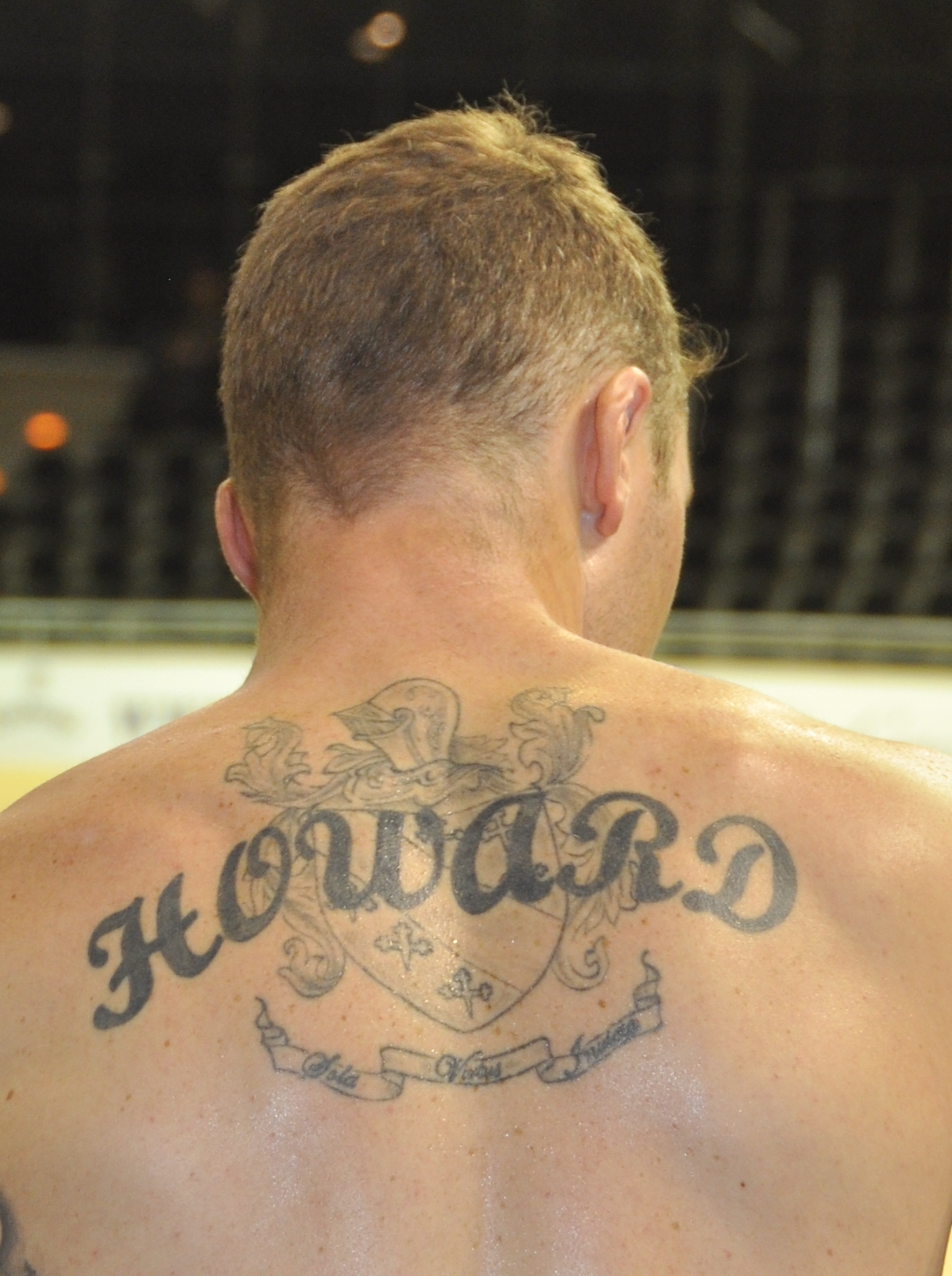
Rückentattoo von Howard (2018)

Leigh Howard (* 18. Oktober 1989 in Geelong, Victoria) ist ein ehemaliger australischer Bahn- und Straßenradrennfahrer.

## Sportliche Laufbahn
Seine ersten großen Erfolge errang Leigh Howard auf der Bahn. Bei den Junioren-Weltmeisterschaften in Gent 2006 belegte er gemeinsam mit Jack Bobridge, Cameron und Travis Meyer den ersten Platz in der Mannschaftsverfolgung, und bei den Oceania Games gewann er das Punktefahren. Im Jahr darauf wurde er dreifacher australischer Junioren-Meister, in der Einerverfolgung, dem 1000-m-Zeitfahren und im Omnium. Bei den Junioren-Weltmeisterschaften 2007 in Aguascalientes gewann Howard mit Bobridge, Travis Meyer und Glenn O’Shea Gold in der Mannschaftsverfolgung, mit O’Shea Silber im Madison und die Bronzemedaille in der Einerverfolgung.
Ab 2008 fuhr Howard in der Elite-Klasse auf der Bahn und bestritt gleichzeitig zunehmend Rennen auf der Straße. Zwischen 2009 und 2011 gewann er drei Weltmeistertitel: 2009 holte er Gold im Omnium, Gold im Zweier-Mannschaftsfahren (mit Cameron Meyer) und 2011 nochmals mit Meyer im Zweier-Mannschaftsfahren. Von 2012 bis 2017 bestritt er keine Rennen mehr auf der Bahn.
Auf der Straße gewann Howard 2007 drei Teilstücke der Tasmanien-Rundfahrt. 2008 war er auf einer Etappe der Tour de Berlin erfolgreich. 2009 gewann er die Slowakei-Rundfahrt, drei Etappen der Tour of Japan und eine der Internationalen Thüringen-Rundfahrt. Nachdem er 2010 zum Team HTC-Columbia wechselte, gewann er in seinem ersten Renneinsatz die vierte Etappe der Tour of Oman, später die Kampioenschap van Vlaanderen. 2012 entschied er die zweite Etappe der Tour of Britain für sich. 2013 gewann er zwei Rennen der Mallorca Challenge, 2016 die Clásica de Almería sowie eine Etappe der Tour des Fjords.
2017 kehrte Howard für die Australian Cycling Academy auf die Bahn zurück. Bei den Ozeanienmeisterschaften gewann er mit Jordan Kerby, Nicholas Yallouris und Kelland O’Brien die Mannschaftsverfolgung und holte Silber im Omnium. Bei den Commonwealth Games 2018 siegte er mit Sam Welsford, Kelland O’Brien und Alexander Porter in der Mannschaftsverfolgung; in derselben Konstellation gewann der australische Vierer auch beim Lauf des Bahnrad-Weltcups in Berlin. Bei den UCI-Bahn-Weltmeisterschaften 2019 im polnischen Pruszków wurde das Quartett Weltmeister mit der neuen Weltrekordzeit von 3:48,012 Minuten. 2021 startete Howard bei den Olympischen Spielen in Tokio in der Mannschaftsverfolgung und errang gemeinsam mit Kelland O’Brien, Sam Welsford, Lucas Plapp und Alexander Porter die Bronzemedaille. Zum Ende des Jahres 2021 beendete Howard seine aktive Radsportlaufbahn.

## Erfolge

### Bahn
2006
- Junioren-Weltmeister – Mannschaftsverfolgung (mit Jack Bobridge, Cameron Meyer und Travis Meyer)
- Australischer Junioren-Meister – Scratch

2007
- Australischer Junioren-Meister – 1000 m Zeitfahren, Omnium, Einerverfolgung
- Junioren-Weltmeister – Mannschaftsverfolgung (mit Jack Bobridge, Travis Meyer und Glenn O’Shea)

2008
- Australischer Meister – Scratch, Mannschaftsverfolgung (mit Sean Finning, James Langedyk und Glenn O’Shea)

2009
- Weltmeister – Omnium
- Weltcup in Peking – Zweier-Mannschaftsfahren mit Glenn O’Shea, (Mannschaftsverfolgung mit Rohan Dennis, Mark Jamieson und Glenn O’Shea)

2010
- Weltmeister – Zweier-Mannschaftsfahren (mit Cameron Meyer)
- Ozeanienmeister – Scratch, Zweier-Mannschaftsfahren (mit Cameron Meyer), Mannschaftsverfolgung (mit Jack Bobridge, Michael Hepburn und Cameron Meyer)
- Weltcup in Melbourne – Zweier-Mannschaftsfahren (mit Cameron Meyer), Mannschaftsverfolgung (mit Jack Bobridge, Michael Hepburn und Cameron Meyer)

2011
- Weltmeister – Zweier-Mannschaftsfahren (mit Cameron Meyer)

2012
- Weltmeisterschaft – Zweier-Mannschaftsfahren (mit Cameron Meyer)
- Australischer Meister – Zweier-Mannschaftsfahren (mit Cameron Meyer)[2]
- Berliner Sechstagerennen (mit Cameron Meyer)

2017/18
- Ozeanienmeister – Mannschaftsverfolgung (mit Jordan Kerby, Nicholas Yallouris und Kelland O’Brien)
- Ozeanienmeisterschaft – Omnium

2018
- Commonwealth Games – Mannschaftsverfolgung (mit Sam Welsford, Kelland O’Brien und Alexander Porter)
- Bahnrad-Weltcup in Berlin – Mannschaftsverfolgung (mit Sam Welsford, Kelland O’Brien, Cameron Scott und Alexander Porter)

2019
- Australischer Meister – Zweier-Mannschaftsfahren (mit Kelland O’Brien), Mannschaftsverfolgung (mit Lucas Plapp, Godfrey Slattery und Kelland O’Brien)
- Sechstagerennen Melbourne (mit Kelland O’Brien)
- Weltmeister – Mannschaftsverfolgung (mit Kelland O’Brien, Sam Welsford, Alexander Porter und Cameron Scott)
- Finale Six Day Series Brisbane (mit Kelland O’Brien)
- Weltcup in Brisbane – Mannschaftsverfolgung (mit Alexander Porter, Sam Welsford und Kelland O’Brien)

2021
- Australischer Meister – Zweier-Mannschaftsfahren (mit Sam Welsford)
- Olympische Spiele – Mannschaftsverfolgung (mit Sam Welsford, Kelland O’Brien, Alexander Porter und Lucas Plapp)

### Straße
2007
- drei Etappen Tasmanien-Rundfahrt

2008
- eine Etappe Tour de Berlin

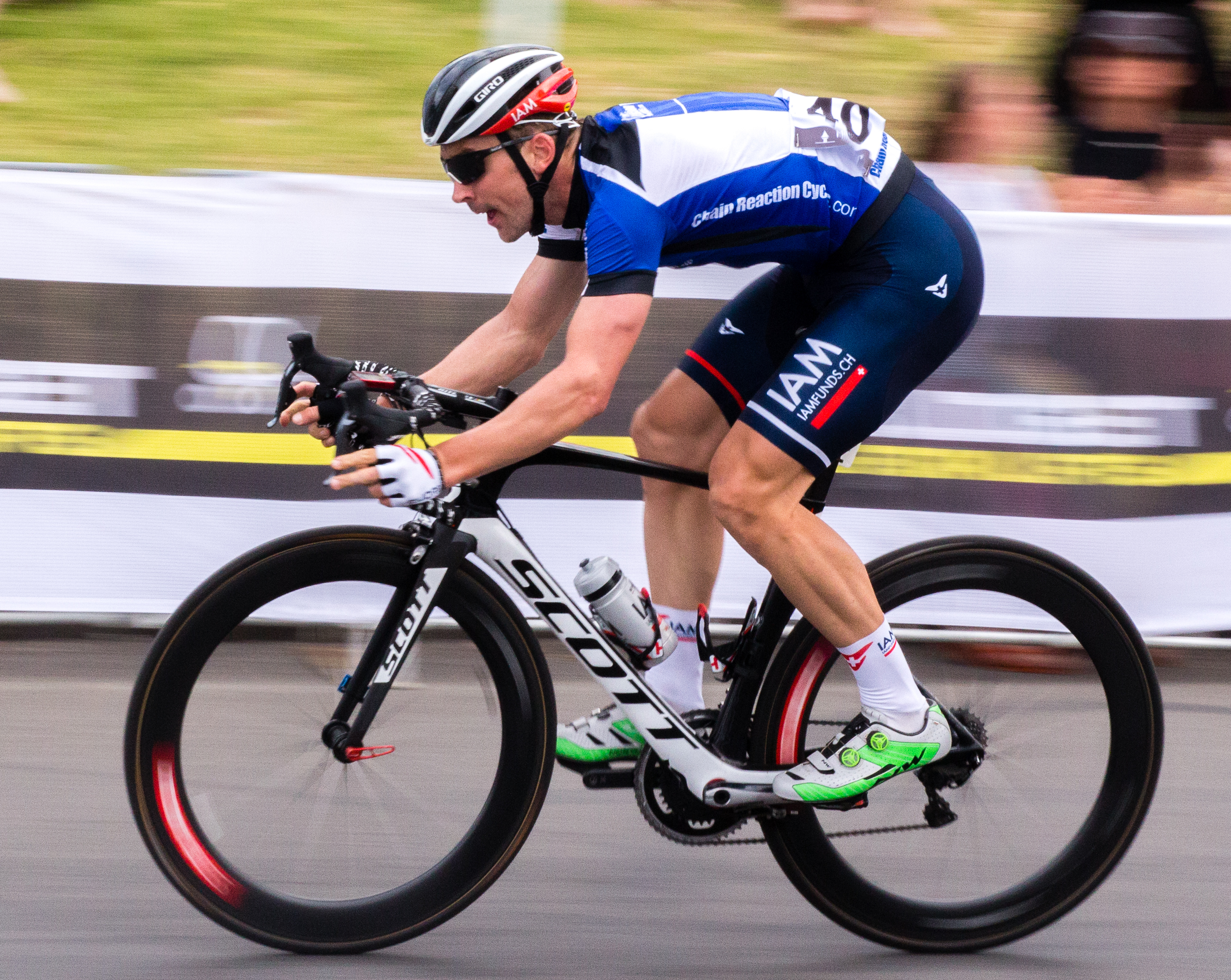
Leigh Howard beim Mitchelton Bay Classic 2016

- Coppa Colli Briantei Internazionale

2009
- drei Etappen Tour of Japan
- eine Etappe Thüringen-Rundfahrt
- Gesamtwertung Slowakei-Rundfahrt

2010
- eine Etappe Tour of Oman
- Sprintwertung Bayern-Rundfahrt
- Kampioenschap van Vlaanderen

2011
- eine Etappe Ster ZLM Toer

2012
- Mannschaftszeitfahren Eneco Tour
- eine Etappe Tour of Britain

2013
- Trofeo Migjorn
- Trofeo Platja de Muro
- Grote Prijs Stad Sint-Niklaas

2016
- Clásica de Almería
- eine Etappe Tour des Fjords

## Grand-Tour-Platzierungen
| Grand Tour            | 2011 | 2012 | 2013 | 2014 | 2015 | 2016 | 2017 | 2018 | 2019 |
| --------------------- | ---- | ---- | ---- | ---- | ---- | ---- | ---- | ---- | ---- |
| Giro d’ItaliaGiro     | –    | –    | DNF  | –    | –    | DNF  | –    | –    | –    |
| Tour de FranceTour    | –    | –    | –    | –    | –    | 172  | –    | –    | –    |
| Vuelta a EspañaVuelta | 151  | –    | 142  | –    | –    | –    | –    | –    | –    |

## Teams
- 2008 Southaustralia.com-AIS
- 2009 Team Jayco-AIS
- 2010–2011 HTC-Highroad
- 2012–2015 Orica GreenEdge
- 2016 IAM Cycling
- 2017 Aqua Blue Sport
- 2018–2019 Pro Racing Sunshine